# II. Szvjatoszláv kijevi nagyfejedelem
II. Szvjatoszláv Jaroszlavics (oroszul: Святосла́в Яросла́вич; 1027 – 1076. december 27.) Csernyigov fejedelme, majd kijevi nagyfejedelem 1073-tól haláláig.

## Csernyigovi fejedelemsége
Szvjatoszláv 1027-ben született Bölcs Jaroszláv és felesége, a svéd hercegnő Ingegerd harmadik fiaként. Amikor apja a halála előtt szétosztotta fiai között az országot, Szvjatoszláv a csernyigovi részfejedelemséget kapta.
Amikor 1054-ben bátyja, Izjaszláv a Kijevi Rusz trónjára lépett, bevonta a kormányzása Szvjatoszlávot és Vszevolod öccsét is és majdnem húsz évig a "Jaroszlavicsok triumvirátusa" vezette az országot. A három fivér egymásra támaszkodva sikeresen bővítette jövedelmeit - akár a kisebb hercegek rovására -, a csernyigovi püspök metropolitai rangot kapott és a fejedelem jelentős építkezéseket kezdett a városában. 
Miután 1068-ban az Alta folyónál a három fivér serege súlyos vereséget szenvedett a kunoktól és a kijevi felkelés elől Izjaszláv Lengyelországba menekült, november 1-én Szvjatoszláv háromezer harcosával vereséget mért a négyszeres túlerőben levő, elbizakodott kunokra és a Novgorodi krónika szerint vezérüket, Sarukánt is foglyul ejtette. Miután Izjaszláv lengyel csapatokkal visszatért, Szvjatoszláv és Vszevolod lebeszélte őt a kijeviek túlzott megbüntetéséről. Ugyanekkor az elhalálozó novgorodi fejedelem helyére Szvjatoszláv legidősebb fiát, Glebet ültették. 

## Kijevi nagyfejedelemsége

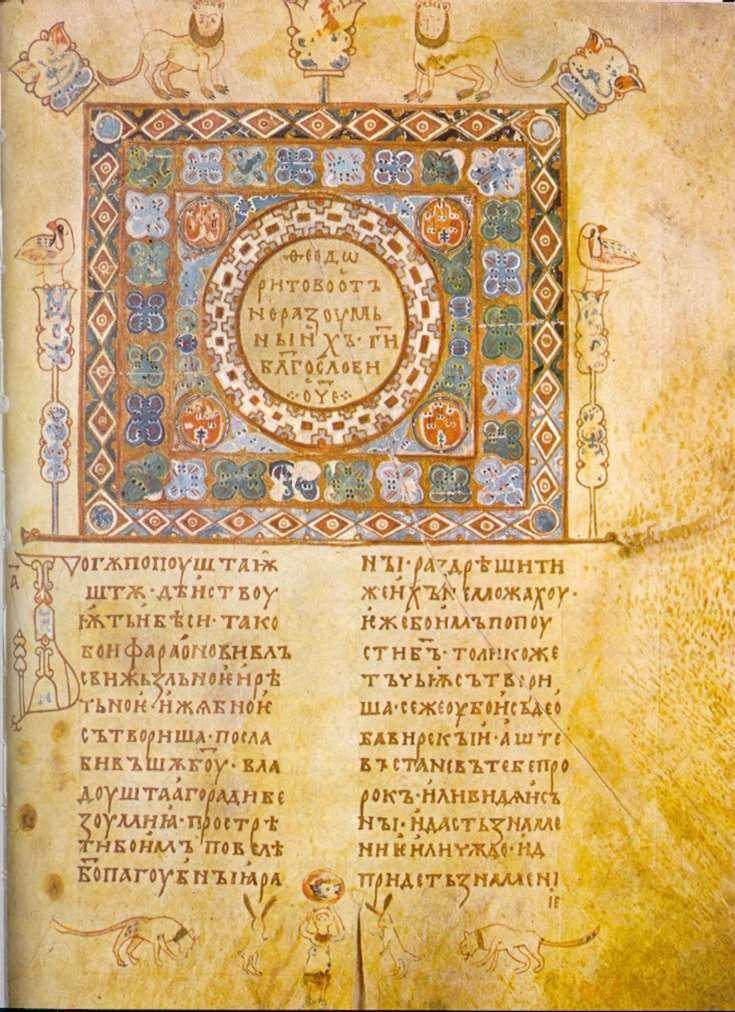
A Szvjatoszláv-gyűjtemény egy lapja

1073-ban Vszevoloddal egyetértésben megfosztotta a tróntól Izjaszlávot, aki Nyugat-Európába menekült. Szvjatoszláv lett az új nagyfejedelem, Csernyigovot átadta Vszevolodnak, az ő fejedelemségét (Perejaszlavlt) pedig Szvjatoszláv másik fia, David kapta meg. Sikerült elérnie, hogy Lengyelország ezúttal ne támogassa Izjaszláv ügyét, sőt szövetséget is kötött velük; 1076-ban kijevi csapatok is támogatták a csehekkel harcoló lengyeleket. 
1076. december 27-én Szvjatoszláv ötvenéves korában meghalt, állítólag egy daganatának felvágása következményeként. Bár Kijevben volt nagyfejedelem, Csernyigovban temették el. A trónt rövid időre Vszevolod foglalta el, aki röviddel később átadta azt a lengyel segítséggel visszatérő Izjaszlávnak. 
Miután Oroszországba került I. Simeon bolgár cár (megh. 927) 25 különböző bizánci szerző 383 görögből fordított cikkét tartalmazó gyűjteménye, 1073-ban lemásolták Szvjatoszláv számára. Emiatt az irodalomtudományban "Szvjatoszláv-gyűjtemény" néven lett ismeretes.

## Családja
Szvjatoszláv kétszer nősült, első felesége az ismeretlen származású Killikia (vagy Kikilia, Cecilia) volt. Ebből a házasságából egy lány és négy fia született:
- Rurik (†1089 után) lengyel királyné
- Gleb (†1078) tmutarakanyi, novgorodi és perejaszlavli fejedelem
- Roman (†1079) tmutarakanyi fejedelem
- David (†1123) perejaszlavli, muromi, szmolenszki, novgorodi és csernyigovi fejedelem
- Oleg (†1115) tmutarakanyi és csernyigovi fejedelem

Másodszor Liutpold von Babenberg őrgróf lányát, a stadeni Odát vette feleségül, aki III. Henrik császár és IX. Leó pápa rokona volt. Gyermekeik:
- Jaroszláv (†1127) csernyigovi és muromi fejedelem

A. Nazarenko elmélete szerint született egy lányuk is, aki Bizáncba ment férjhez és az ő lánya (Szvjatoszláv unokája) szeldzsuk fogságba esve II. Kilidzs Arszlán szultán anyja lett. A szultánról ismert, hogy anyja révén a német kereszteslovagok rokonának tartotta magát.

## Fordítás
- Ez a szócikk részben vagy egészben  a(z)   Святослав Ярославич című orosz Wikipédia-szócikk ezen változatának fordításán alapul.  Az eredeti cikk szerkesztőit annak laptörténete sorolja fel. Ez a jelzés csupán a megfogalmazás eredetét és a szerzői jogokat jelzi, nem szolgál a cikkben szereplő információk forrásmegjelöléseként.